# Platylister angolensis
Platylister angolensis är en skalbaggsart som först beskrevs av Lewis 1879.  Platylister angolensis ingår i släktet Platylister och familjen stumpbaggar. Inga underarter finns listade i Catalogue of Life.